# Idyanthe australis
Idyanthe australis är en kräftdjursart. Idyanthe australis ingår i släktet Idyanthe och familjen Tisbidae. Inga underarter finns listade i Catalogue of Life.